# Medie- och kommunikationsvetenskap
Medie- och kommunikationsvetenskap (förkortat MKV) är ett relativt ungt akademiskt ämne som har sina teoretiska och metodologiska rötter i bland annat sociologi, statsvetenskap, nordiska språk och kulturvetenskaper. Inom detta tvärvetenskapliga ämne studeras massmedier som press, radio, tv och Internet i relation till offentlighet, maktstrukturer och effekt på mottagarna. Icke-medierad kommunikation mellan människor (framförallt i organisationer) studeras också – vanliga fält är riskkommunikation och strategisk kommunikation.

## Betydande teoretiker
Ett urval av personer som lade grunden till ämnet eller utvecklade det: 
- Jean Baudrillard – Framförallt via sin teori om tecken och symbolers spridning via massmedia som skapar en hyperrealitet.[5][6]
- Jürgen Habermas – Bland annat via sitt modernitetabegrepp som inbegriper en massmedial kontext.[7][8]
- Walter Benjamin - Bland annat med essä kring konstens reproduktionsbarhet.[9]
- Pierre Bourdieu - Sociolog och medieteoretiker och - kritiker.[10]
- Manuel Castells - Bland annat med begreppet nätverkssamhälle (network society).[11]
- Stuart Hall - kulturteoretiker som bidrog med analys av ojämlikhet på global nivå och mediers roll i detta, samt utvecklade receptionsteorin.[12][13]
- Marshall McLuhan – Myntade begreppen The Global Village och The medium is the message.[14]

## Etymologi
Substantivet medium är från 1580-talet, ett mellanläge på kvalitet eller grad från latinets medium i mitten, mitt, center, intervall, Också använt som det adjektiva, neutrumet, medius (se adjektivet medial) i betydelsen  mellanliggande organ, kanal för kommunikation från 1500-talet. Betydelsen person som förmedlar andliga meddelanden har hittats i dokument från 1853, från begreppet substans genom vilken något leds. Suffixet -ium är besläktat med latinets -orius, -oria, -orium och indikerar att det finns ett innehåll, något inuti, en plats för.  

## Utvärdering av ämnets kvalitet vid svenska lärosäten
Högskoleverket presenterade i april 2012 resultatet av utvärdering av 26 utbildningsprogram inom medie- och kommunikationsvetenskap vid svenska högskolor och universitet. Utvärderingen baserades på kvalitetsbedömning av självständiga arbeten (examensarbeten och uppsatser) samt bedömning av i hur hög grad utbildningarnas kursinnehåll uppfyller högskoleverkets krav på lärandemål. Ingen av utbildningarna bedömdes ha mycket hög kvalitet, men 18 hög kvalitet och 7 bristande kvalitet, som måste åtgärdas för att lärosätet ska få behålla examinationsrätten.
Universitetskanslerämbetet, som övertagit högskoleverkets kontrollfunktion, rapporterade om uppföljande granskning 2017. Där fanns att utav de 26 utbildningarna, höll 1 mycket hög kvalitet, 18 hög kvalitet och 7 bristande kvalitet.